# Cucut terrestre de Sumatra
El cucut terrestre de Sumatra (Carpococcyx viridis) és una espècie d'ocell de la família dels cucúlids (Cuculidae) que habita la selva humida, boscos i matolls de Sumatra.